# Vickers Medium Mark II
Le Vickers Medium Mark II était un char britannique construit par Vickers durant l'Entre-deux-guerres. Le Medium Mark II, était  basé sur le Medium Mark I, et fut développé pour remplacer les Medium Mark C (en) encore en usage à ce moment-là. La conception et la production s'étalèrent entre 1925 et 1934. Le Medium Mark II fut ensuite remplacé en 1939 par le Cruiser Mk I. Il possédait plusieurs améliorations par rapport au Vickers Mark I : une amélioration de sa superstructure, notamment la visière du pilote qui se trouvait désormais au dessus et non plus devant ; une meilleure protection des suspensions ; et des embrayages Rackham. En raison d'un poids légèrement plus important, sa vitesse de 21 km/h était plus faible que celle du Medium Mark I.

## Conception

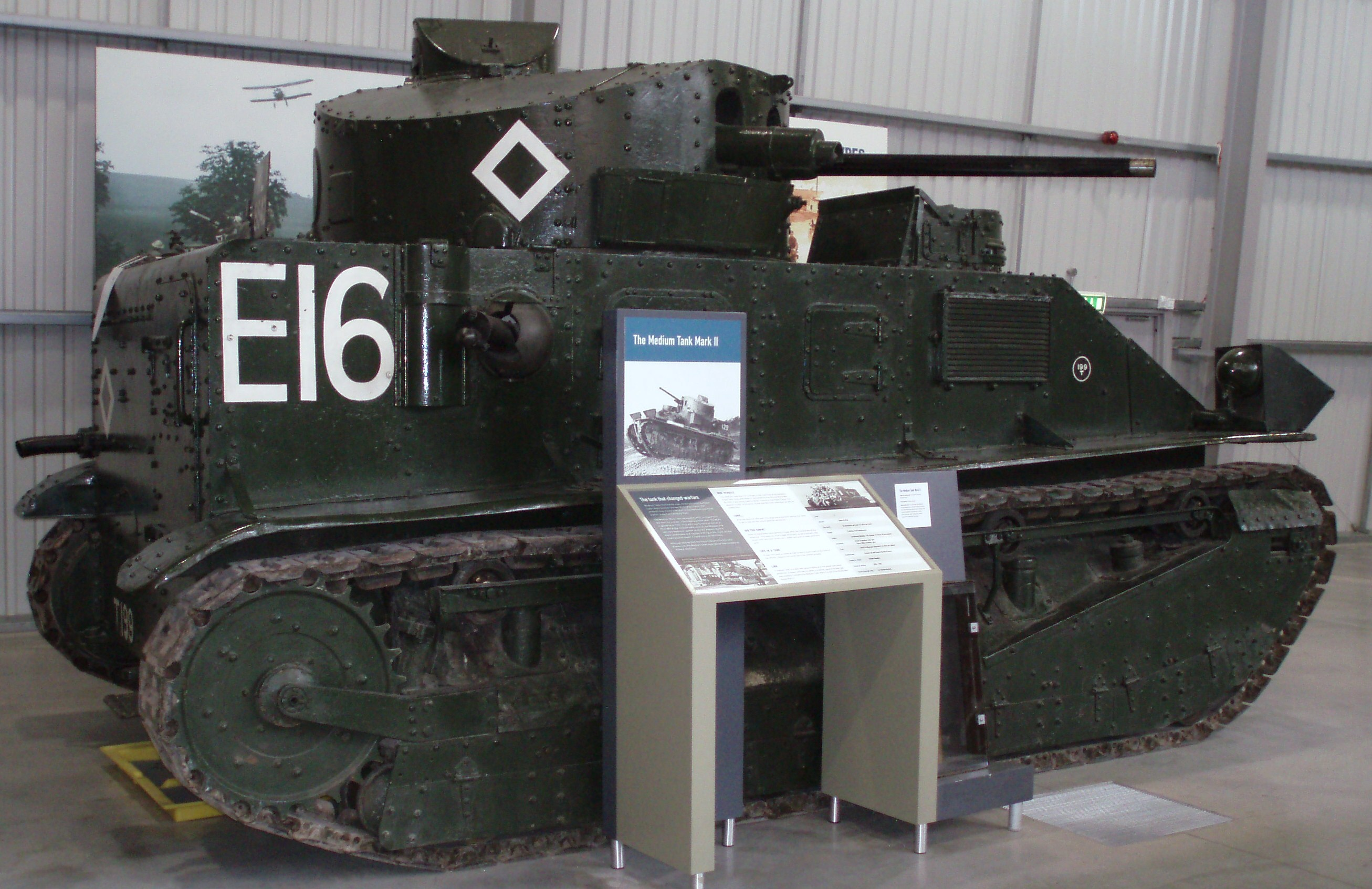
Vickers Medium Mark II au Musée des blindés de Bovington

Le Mark II utilisait les mêmes châssis, suspensions et transmissions que le Medium Mark I, mais disposait d'une nouvelle superstructure.
Il était équipé d'un canon OQF 3-pounder et de quatre mitrailleuses dans la tourelle. L'arrière de la tourelle était en pente de sorte que la mitrailleuse pouvait être utilisée contre des avions. Il disposait également de deux mitrailleuses Vickers supplémentaires dans la coque du tank, à l'arrière.

## Variantes
- Mk. II* : modification des Mark II selon les standards du Medium Mk. IA*, c'est-à-dire la suppression des mitrailleuses Hotchkiss et l'installation d'une mitrailleuse Vickers coaxiale au canon. Une coupole est ajoutée pour le chef de char, sur la tourelle, en forme de « mitre d'évêque ».
- Mk. II** : Mk. II* équipés d'un caisson blindé en arrière de la tourelle, accueillant un poste radio MB. 44 à 50 engins sont modifiés ainsi entre 1931 et 1932.
- Mk. IIA : modifications peu visibles des galets de roulement du Mk. II*. 10 exemplaires modifiés, dont 8 versés au 6th Batallion Royal Tank Corps en Égypte.
- Mk. IIA* : Mk. IIA portant le caisson radio du Mk. II**.
- Mk. II porte-pont : prototype.
- Mk. II CS : nombre indéterminé de Medium convertis en engin d'appui (close support), embarquant un mortier de 15 pounder.
- Mk. II « Boxcar » : poste de commandement mobile avec suppression de la tourelle et radios. Cinq exemplaires commandés en 1927, un seul réalisé et baptisé « Thunderbox »[1].

Plusieurs châssis de Medium Mark II serviront au développement du canon automoteur Birch Gun (en).

## Historique des opérations

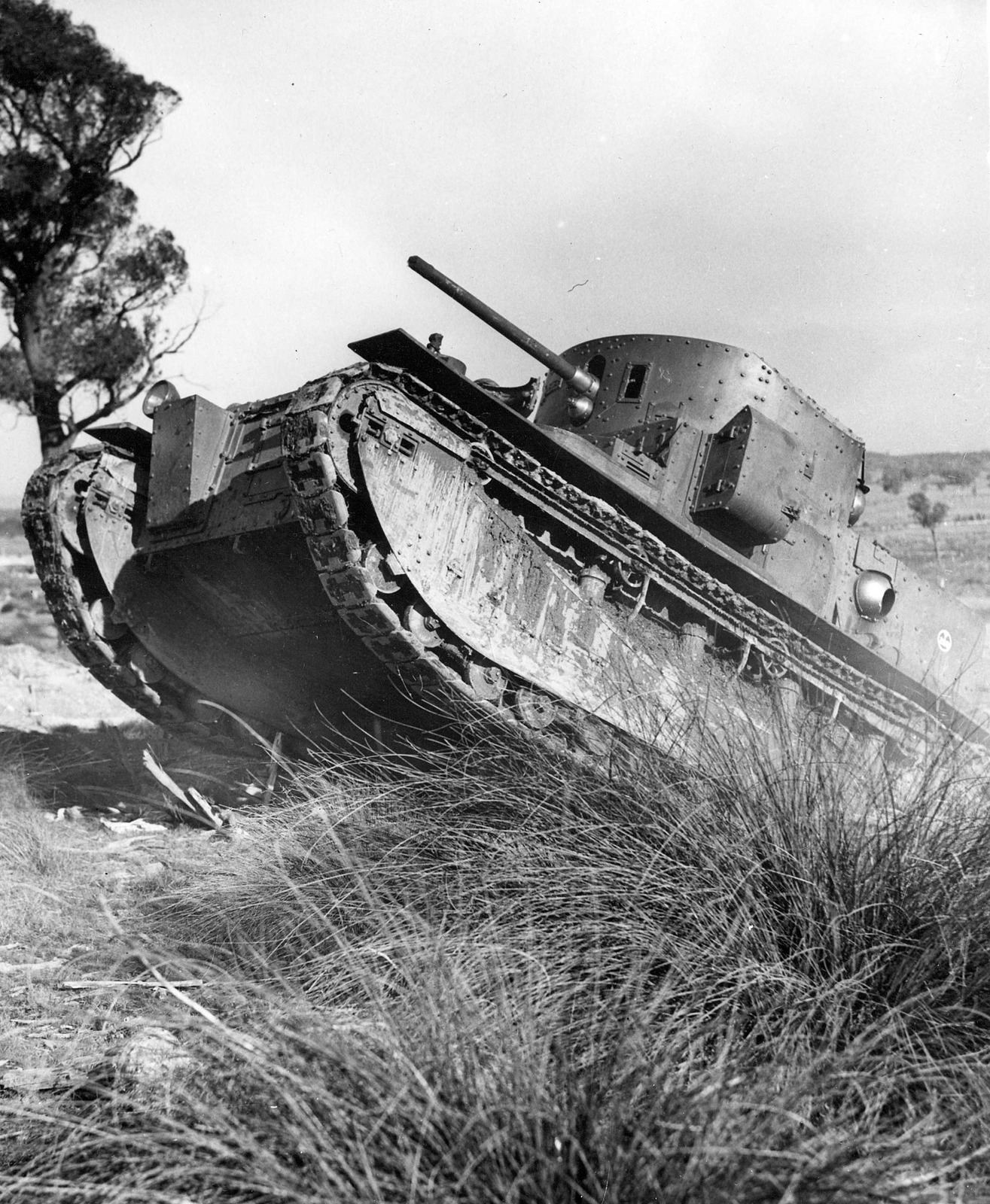
Un Vickers Medium Mark II australien coincé dans un piège à tank sur un terrain d'entrainement

Le Vickers Medium Mark II et son prédécesseur, le Vickers Medium Mark I remplacèrent sur le terrain les chars Mark V. Ces tanks étaient incorporés au Royal Tank Regiment jusqu'à ce qu'ils soient progressivement retirés du service actif à partir de 1938. Ils furent utilisés pour la première fois sur le terrain contre des tribus pillardes à la frontière nord-ouest de l'Inde britannique au cours de la campagne des Mohmand de 1935. En novembre 1939, quelques Medium Mark II furent envoyés en Égypte pour des expérimentations dirigées par le Major-général Sir Percy Hobart et sa division blindée, mais le Vickers Medium était déclassés lorsque l'Italie déclara la guerre en juin 1940. Les Médiums furent alors utilisés pour la formation des conducteurs.
Alors que la menace de l'invasion allemande durant l'été 1940 était omniprésente, certains de ces chars obsolètes furent réutilisés pour un court laps de temps. Il n'y avait pas de char Vickers Medium déployé durant l'invasion italienne de l'Égypte en septembre 1940, mais certains furent transformés en casemate blindée dans les défenses britanniques à Mersa Matruh durant l'invasion italienne.

## Véhicules restant
Seuls trois Medium Mark II originels ont été conservés de nos jours :
- E1949.330 est conservé au Musée des blindés de Bovington dans le Dorset, en Angleterre[3].
- Un char est conservé à l'U.S. Army Center for Military History Storage Facility à Anniston, en Alabama (États-Unis)[4].
- Un autre Medium Mark II est conservé au Royal Australian Armoured Corps Tank Museum à  Puckapunyal, Victoria, Australie[4].